# Sarah Walker (ciclista)
Sarah Walker (Whakatāne, 10 luglio 1988) è una ciclista di BMX neozelandese.
Ha partecipato alle Olimpiadi del 2008 e del 2012, vincendo la medaglia d'argento in quest'ultima edizione. Dovendo rinunciare alle Olimpiadi di Rio de Janeiro 2016 a causa di un infortunio, è stata eletta nella Commissione Atleti del CIO per quei Giochi.

## Carriera
Di discendenza Maori ed europea, ha vinto tre Campionati mondiali ed una Coppa del mondo.
Alle Olimpiadi di Pechino 2008, dove era considerata la favorita per l'oro, ha ottenuto il 4º posto finale, mentre a Londra 2012 è riuscita a conquistare il podio, ottenendo la medaglia d'argento dietro alla colombiana Mariana Pajón-Londoño.
Oltre alle tre medaglie d'oro, ai Campionati mondiali di BMX vanta anche tre medaglie d'argento e tre medaglie di bronzo.